# Полоцкое княжество
По́лоцкое кня́жество (Полоцкая земля) — древнерусское княжество, выделившееся из состава Киевской Руси, а позже ставшее независимым. С XIV века княжество в составе Великого княжества Литовского и Русского. Столица — Полоцк (Полотеск), в настоящее время районный центр Витебской области Беларуси.

## Предыстория
Существуют упоминания середины первого тысячелетия нашей эры о большом столичном городе на Двине у рутенов.
В Саге о Тидреке Бернском, содержатся сведения о захвате Полоцка гуннами Аттилы.
В «Деяниях датчан» Саксона Грамматика (рубеж XII—XIII веков) повествуется о взятии Полоцка в V—VI веках конунгом Фродо I, сыном Хаддинга, который, прибегнув к военной хитрости, убивает полоцкого царя Веспасия, ибо «силой города не победить (viribus inuictam [sc. urbem])»:

Только с немногими свидетелями он тайно отправился в уединённое место и приказал объявить повсюду, что он умер, чтобы тем самым усыпить врага. Для убедительности был совершён обряд погребения и сооружён погребальный курган. К тому же воины, сознательно изображая скорбь, проследовали в процессии за якобы умершим вождём. Услышав об этом, царь города Веспасий, почти уже одержавший победу, так пренебрёг обороной, что, дав возможность врагам ворваться в город, был убит среди игр и развлечений.

## Образование княжества
В русских летописях впервые Полоцк был упомянут в 862 году:
В лѣто 862 приіа власть Рюрикъ и раздаіа мужемъ своимъ градъі: ѡвому Полотескъ, ѡвому Ростовъ, другому Бѣлоѡзеро.
В конце IX века с переходом князя Олега в Киев на владения новгородских князей распространилась власть киевских князей (согласно Никоновской летописи, киевский князь Аскольд ещё в 872 году захватил Полоцк). Во второй половине X века в Полоцке был свой независимый правитель. В конце X века (980 году) новгородский князь Владимир Святославич разорил Полоцк, убил княжившего там Рогволода, насильно взял в жёны его дочь Рогнеду и присоединил город к своим владениям.
Согласно Лаврентьевской летописи около 987 года после неудачного покушения на его жизнь Рогнеды, Владимир по настоянию бояр решил восстановить уничтоженное Полоцкое княжество «Не убивай её ради дитяти сего, но воздвигни отчину отца её, и отдай ей с сыном твоим» сказали бояре, для этого он построил город Изяславль, где и поселил Рогнеду и своего малолетнего сына Изяслава, ставшего родоначальником Полоцких князей. Несколько первых лет столицей был город Изяславль, построенный Владимиром. Позже Изяслав отстроил разрушенный Полоцк, перенеся город на более высокое и неприступное место в устье р. Полоты, на её левый берег. Вероятно, что на первых порах регентшей при нём была Рогнеда Рогволодовна.
Согласно исландским сагам, Полоцк был крещён около 1000 года исландским викингом-христианином Торвальдом Кодранссоном, получившим от константинопольского Императора Василия II грамоту «полномочного представителя Византии в русских городах Восточной Балтики». Возможно, с деятельностью исландского миссионера Торвальда Кодранссона связано формирование общины на городище Масковичи у деревни Масковичи (Браславский район).

### Обособление княжества

Печать Изяслава Владимировича

Обособление Полоцкой земли от Киева и превращение её в самостоятельное княжество фактически началось уже при Изяславе. Главную роль здесь играл «скандинавский фактор»: Полоцк имел собственную династию Рогволодовичей-Изяславичей, за которой в качестве отчины был закреплен Полоцк. В это время Полоцкая земля уже занимала достаточно большую территорию Северо-Западной Руси, располагаясь в бассейне р. Западная Двина, верховьях р. Березина и Неман. Близость Верхнего Днепра и среднего течения Западной Двины обеспечивали удобную транспортировку товаров с Чёрного моря в Балтийское, что давало большие выгоды Полоцкому княжеству; процветанию его во многом способствовали земледелие, охота, рыболовство, а также железоделательное производство, сырьём для которого в изобилии служили местные болотные и озёрные руды. Сын Изяслава, Брячислав присоединил к Полоцку земли, лежащие между Западной Двиной и Дисной, где вырос город Брячиславль. В 1021 году он напал на Новгород, и на обратном пути, нагруженный награбленной добычей, был настигнут Ярославом Владимировичем на реке Судоме, разбит здесь его войсками и бежал, оставив пленных и добычу победителю. Тем не менее, в следующем году по условиям мирного договора Брячислав присоединил к своему княжеству два города: Витебск и Усвят. Несмотря на этот мир, военные действия между дядей и племянником не прекращались: последний «вся дни живота своего», как сказано в летописи, продолжал воевать с Ярославом.

## Правление Всеслава: расширение земель

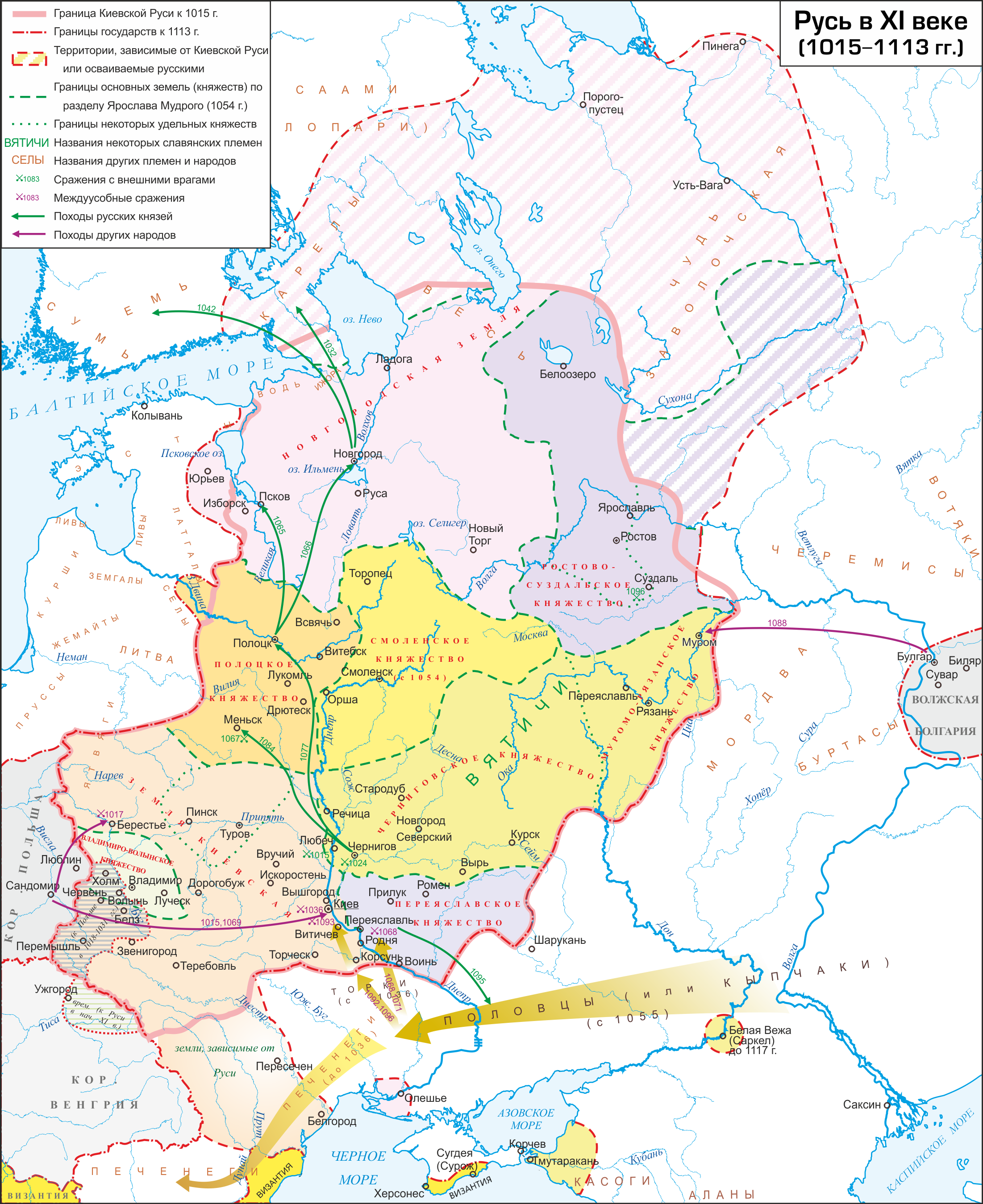
Древнерусское государство в XI веке

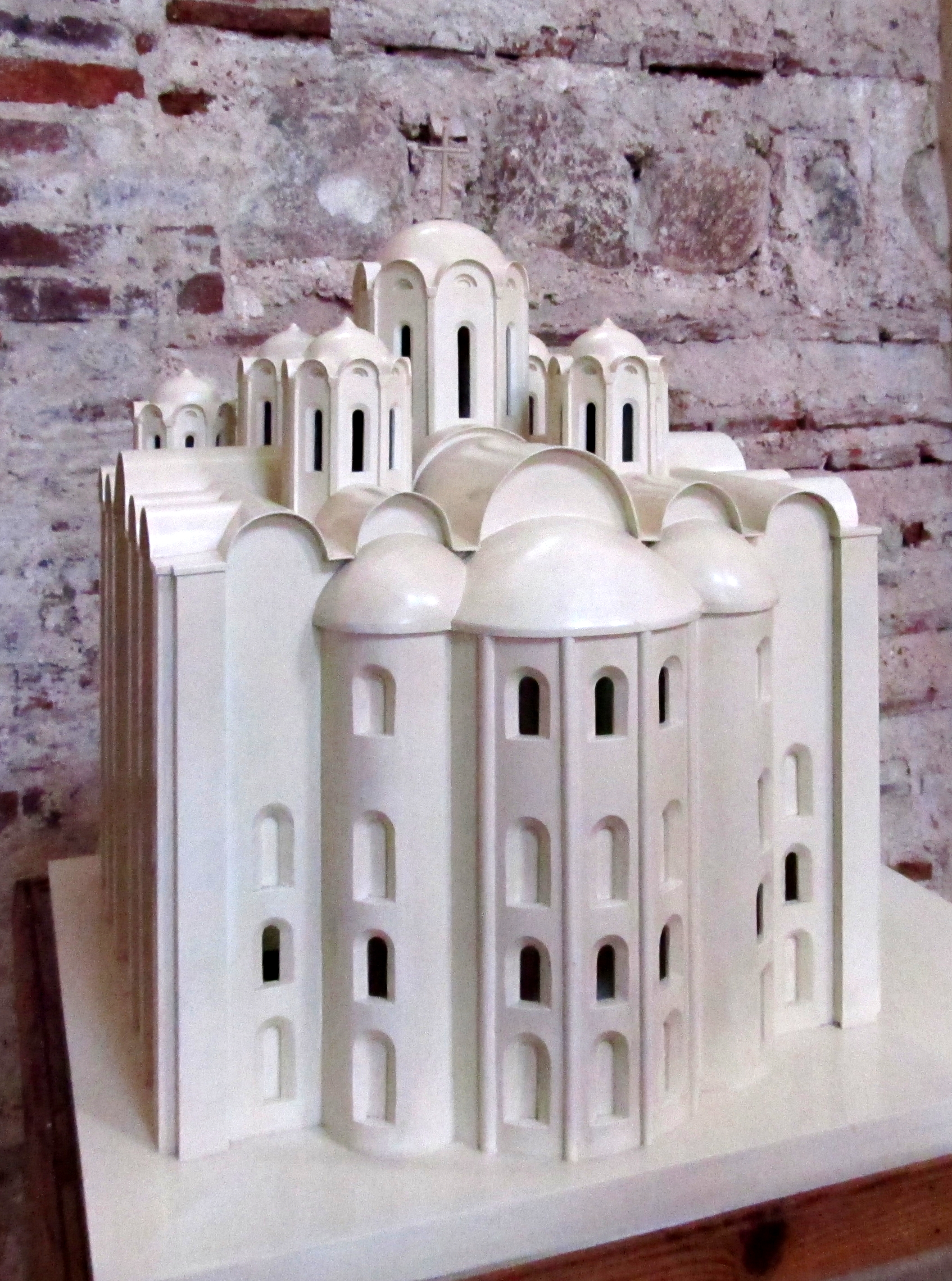
Макет Полоцкого Софийского собора XI в.

Наибольший расцвет Полоцкого княжества приходится на правление Всеслава Брячиславича (1044—1101).
Свое правление Всеслав начал с расширения территории своего княжества. В Прибалтике Полоцку были подчинены языческие племена ливов, земгалов, куршей, латгалов, селов и литовцев. На юге от полоцких границ были захвачены земли северной группы дреговичей.

### Борьба с Киевом
В начале княжения Всеслав жил в согласии с Ярославичами и в 1060 году участвовал вместе с ними в походе на торков. Но позже он стал успешно продолжать политику своих предшественников, ведя активную борьбу с Киевом за гегемонию в Северо-Западной Руси. В 1065 году Всеслав неожиданно напал на Псков. Потерпев неудачу, он в 1066 или 1067 год совершил опустошительный набег на Новгород, но после возвращения был разбит в битве на реке Немига под Минском Изяславом Ярославичем. Ему удалось избежать пленения, и киевские князья предложили Всеславу мирные переговоры, гарантируя безопасность присягой на кресте. Он отправился под Оршу на переговоры вместе с двумя сыновьями, однако, нарушив клятву, Ярославовичи его пленили, отвезли в Киев и заточили в поруб.
В 1068 году началось нашествие половцев во главе с ханом Шаруканом. Проиграв битву на реке Альте Изяслав с братьями бежал, оставив Киев без защиты. 15 сентября 1068 года киевляне, разгромив дом и подворье Изяслава, освободили Всеслава и провозгласили его великим князем.
Когда Изяслав вернулся с польской помощью, Всеслав бежал в Полоцк (апрель 1069 года). Изяслав, овладев Киевом, изгнал Всеслава из Полоцка и посадил там своего сына Мстислава (вскоре умершего и заменённого братом Святополком). Всеслав бежал, по-видимому, к вожанам, набрал из них войско и 23 октября того же года появился у Новгорода, но был разбит.
В 1071 году он овладел Полоцком и удержался там, даже проиграв Изяславичам сражение у Голотическа. К 1073 году стало заметно сближение между Изяславом и Всеславом. Братья Изяслава, Святослав и Всеволод, сочли себя в опасности и изгнали Изяслава из Киева. К 1077—1078 годам относится упорная борьба Всеслава с Всеволодом Ярославичем. Владимир Мономах совершил в 1083 году новый опустошительный поход на Полоцк.
Внутренняя политика Всеслава Брячиславича была направлена на строительство новых и приведение в порядок старых городов, а также пограничных крепостей, он поддерживал православие в своем княжестве.

### Распад княжества на уделы
Ещё при жизни Всеслав разделил «отчину» между сыновьями, которые, в свою очередь, начали дальнейшее перекраивание территории, что неизбежно привело к раздроблению дотоле единого и мощного княжества. В результате Полоцкое княжество раздробилось сначала на 6, а затем и больше уделов (Минское, Витебское, Друцкое, Изяславское, Логойское, Стрежевское и Городцовское княжества). Собственно Полоцк получил старший из сыновей, Давыд.

## Борьба за Полоцк в XII веке

### Высылка полоцких князей в Византию
В 1127 году киевский князь Мстислав Владимирович Великий послал огромное войско в Полоцкую землю, опустошил её и заставил полочан покориться, но ненадолго. В 1129 году Мстислав выслал всех полоцких князей в Византию и посадил в Полоцке своего сына Изяслава.

### Восстановление независимости Полоцкого княжества
Правление сыновей Мстислава в Полоцке продолжалось всего три года. Затем они были свергнуты в результате восстания. Уже в 1132 году в Полоцке снова появился представитель полоцкой линии Рюриковичей, Василько Святославич.
После смерти Василько Святославича началась борьба за Полоцк между представителями трёх линий потомков Всеслава Чародея — Витебской («Святославичи»), Минской («Глебовичи») и Друцкой («Рогволодичи»). В борьбе между частями княжеской семьи важно было заручиться поддержкой князей других русских земель. В. Е. Данилевич считал, что в условиях междоусобных споров смоленские Ростиславичи «приобрели большое внимание в полоцкой земле», которое достигло максимума в 1160—1170-е годы.
С разрешения великого князя Ярополка Владимировича Рогволод в 1140 года вместе с братом Иваном вернулся из ссылки. Возможно, что он снова получил Друцкое княжество. В 1143 году, по сообщению Никоновской летописи, он женился на дочери одного из сыновей Мстислава Великого, Изяслава Мстиславича, тогда князя переяславского. Возможно, что именно благодаря этому браку он в 1144 году после смерти Василько Святославича сумел сесть в Полоцке. В 1162 году Рогволод осадил Городец, однако, по сообщению Волынской летописи, Володарь ночью с помощью литовцев предпринял вылазку из города и разбил армию Рогволода, который бежал в Слуцк, а оттуда в Друцк. В Полоцк он решил не возвращаться, на его место полочане призвали Всеслава Васильковича. В 1167 году Володарь Глебович Минский с войском, в котором было много литовцев, выступил против Всеслава, победил его в битве и занял полоцкий престол, заключил с полоцким вечем условия и закрепил их целованием креста. Княжение Володоря закончилось в том же 1167 году. В дальнейшем, на основании косвенных упоминаний в летописях в историографии сложилось мнение, что периодически полоцким князем становился Всеслав Василькович, однако, русские летописи неизменно называют его витебским князем.

### Борьба за Полоцк в конце XII века
В это время Полоцкое княжество постепенно слабело и всё больше дробилось; со временем, вероятно, усиливалось влияние смоленских князей и литовских князей. Часть полоцких городов на востоке княжества временно отошла к Смоленску. Существует гипотеза о том, что Изяслав Василькович погиб в 1181 году, когда в Полоцкой земле шла большая междоусобная война. Ольговичи, по словам летописца, объединили под Друцком свои силы с «Брячеславом Витебским и братом его», а также с литвой и ливами, которых привели эти князья. По мнению Ю. В. Подлипчука, «Брячеслав» и его брат — это Брячислав и Всеволод Васильковичи; их брат Изяслав не присоединился к ним и встал на пути их литовских союзников, но был разбит и погиб. С этого времени сведения о правителях Полоцка отрывочны, а после 1186 года и вовсе практически пропадают.
В поздней и во многом недостоверной «Хронике Быховца», под 1190 годом приведена легенда о том, что литовский князь Мингайло завоевал Полоцк и отдал город своему сыну Гинвилу, принявшему в православии имя Борис:, или Юрий (Георгий).

И после смерти своего отца князь великий Мингайло собрал войска свои и пошёл на город Полоцк и на мужей полоцких, которые управлялись вечем, как Великий Новгород и Псков. И прежде всего пришли к их городу называемому Городень. И мужи полоцкие, собрав свои полки, встретили их под Городцом, и был между ними великий бой и сеча, и помог бог великому князю Мингайлу, который разбил всех мужей полочан наголову и сжег город их Городень, и город Полоцк взял и сделался великим князем Полоцким. И был он великим князем Полоцким и Новогрудским, и княжил много лет и умер. И оставил после себя двоих сыновей своих, одного Скирмунта, а второго Гинвила, и Скирмунт начал княжить в Новогрудке, а Гинвил в Полоцке, и взял Гинвил у великого князя Тверского у Борка /Бориса/ в жены дочь по имени Марию, из-за которой окрестился в русскую веру, и дали ему имя Юрий; и тот Юрий правил немного времени, и умер. А после себя оставил в Полоцке сына своего Бориса, и тот князь Борис создал город по своему имени на реке Березине, и назвал его Борисов.— http://vostlit.narod.ru/Texts/rus/Bychovec/text.htm Хроника Быховца. Часть 1.(пер. Н. Н. Улащика)
Текст воспроизведен по изданию: Хроника Быховца. М. Наука. 1966
Легенда эта также имеется у Мацея Стрыйковского. По мнению ряда исследователей, Стрыйковский относит захват Полоцка к 1190 году.
По другой версии, после 1180 года в Полоцке княжит Борис Давыдович. По свидетельству Татищева, относившего княжение в Полоцке Бориса Давыдовича к 1217 году, в Полоцке проживали поморяне.
С 1198 года Полоцкая земля становится плацдармом для экспансии Литвы на север и северо-восток. Зимой 1198—1199 литовцы с войском Владимира Полоцкого напали на новгородскую крепость Великие Луки, сожгли её и разграбили окрестности. В ответ большое войско новгородцев, псковичей, ладожан, новоторжцев пошло на Полоцк. Полочане, чтобы не допустить разорения своих земель, отправили послов, которые встретили это войско возле озера Каспля, дарами и деньгами задобрив новгородского князя.

## Борьба за Полоцк в XIII веке

### Потеря земель в Ливонии
Название русских в латышском языке — krievi (krīvi в латгальском диалекте) — хранит воспоминания о тесных связях местных народностей с племенами кривичей. В раннее средневековье Восточная Прибалтика — сфера прочного политического влияния прежде всего Полоцкого Княжества.
Католический миссионер Мейнард фон Зегеберг, обратясь за разрешением к полоцкому князю Владимиру проповедовать в землях ливов, получил согласие и учредил Икскюльское епископство. Историк А. П. Пятнов считает, что князь Владимир поступил так, ибо его родная сестра София приходилась супругой датскому королю Вальдемару I Великому (1157—1182), однако, годы жизни Владимира Полоцкого и Софии отстоят друг от друга на несколько десятилетий, что не исключает их родства.
После этого Мейнард построил церковь в Икскюле, в низовьях Западной Двины, а следом за ней и замок, а в 1186 году получил от папы Римского сан епископа ливонской епархии. Мейнарду наследовал более воинственный Бертольд, а когда ливы отказались выплачивать десятину и в 1198 году убили в сражении ливонского епископа, появившегося в устье Двины уже во главе отряда воинов-крестоносцев. Папская булла о начале Ливонского крестового похода появилась ещё до убийства Бертольда: её папа Целестин III подписал в 1193 году — и не столько для обращения язычников в католичество, сколько для их оттеснения от православия, которое к тому времени проникало в Ливонию с северо-востока.
В 1201 году был основан город Рига в устье Западной Двины, в 1202 году — возник Орден меченосцев. Внешняя торговля Полоцка, зависимая от речной двинской артерии, оказалась под угрозой. Уменьшилось также поступление дани от вассалов Полоцка в низовьях Западной Двины. В 1203 году Владимир Полоцкий провёл первый поход во владения ордена, осадил Икскюль и Гольм. Тем же летом 1203 года Всеволод (князь герсикский) в союзе с литовцами подступил к стенам Риги, но захватил лишь пасшийся скот.
В 1206 году переговоры рижского епископа Альберта фон Буксгевдена с Владимиром Полоцким были сорваны, так как одновременно князь вёл переговоры со старейшинами ливов, желавших изгнать крестоносцев со своих земель. В отличие от ливов, летты (синоним латгалы) отказались принять сторону полоцкого князя.
Ливы начали войну, захватив Гольм. Через несколько дней 150 хорошо вооружённых рыцарей ордена меченосцев нанесли поражение ливам, которые были без брони и слабо вооружены. Замок рыцарями был отбит. Затем рыцари при помощи земгалов пошли к Замку Торейда (совр. Сигулда) и Замку Дабрела и захватили их. Ливы были вынуждены заключить мир, но затем обратились за помощью к князю полоцкому.
Князь полоцкий осадил Гольм. Полочане, не знавшие применения баллисты, но опытные в стрельбе из лука, сражались много дней. Ливы также участвовали в осаде. После 11 дней, увидев корабли в море, подходящие к Риге, полочане и ливы сняли осаду.
В 1207 году князь Кукейносского княжества Вячко попросил епископа Альберта помочь ему против нападений литвы, обещая половину своих земель и замка. Литовцы, помня нападения рижан и земгалов, начали собирать большое войско по всей Литве. Переправившись 24 декабря 1207 года через Двину, они пришли в Торейду, разорили её, и, забрав добычу, ушли.
Епископ Альберт созвал братьев-рыцарей, а к ливам и леттам отправил гонцов с угрозой: «Всякий, кто не пойдёт и не присоединится к христианскому войску, уплатит три марки пени». Всё войско собралось у Леневардена. Переправившись через Двину, они нагнали и разбили литовское войско. Затем захватили замок селов (Selonum castrum, Selburg, совр. город Селпилс в Екабпилсском районе), изгнав литовцев и подчинив себе окрестности.
Затем епископ отправил в замок князя Вячко своих рыцарей, помня, что теперь ему принадлежит половина замка. Однако князь Вячко со своими людьми перебил их. Затем просил князя полоцкого Владимира собрать войско и идти брать Ригу. В то же время епископ Альберт, находясь в Замке Динамюндэ (недалеко от Риги), собрал 300 рыцарей и вместе с ливами направился вверх по реке. Узнав об этом, князь Вячко поджёг свой замок и бежал.
В 1209 году орден меченосцев захватил Герсикское княжество (совр. Ерсика), которым управлял Всеволод (его жена была дочерью литовского князя Даугеруте). Он был вынужден признать себя вассалом крестоносцев. Однако позже он забыл о данных обещаниях и до 1215 года сражался против войск ордена.
В 1212 году встретились епископ Альберт с князем полоцким Владимиром, присутствовали также старейшины ливов и леттов. Ливы и летты хотели избавиться от дани Полоцку, но не желали платить её и крестоносцам. После переговоров князя полоцкого вынудили отказаться от его влияния в Ливонии. В 1216 году Владимир неожиданно умер во время приготовлений к первому совместному походу русских князей против крестоносцев.
Таким образом, владения Полоцка в низовьях Западной Двины захватили немецкие крестоносцы, продолжившие с этого плацдарма католическую колонизацию Прибалтики.
В дела Полоцка стали вмешиваться, кроме смолян, Чернигов, Новгород, литва и немцы. В политической борьбе в итоге победили сторонники литовских феодалов.
Около 1215 года в Полоцке сел князь Борис Давыдович из Друцкой линии. Неспособность князя Бориса сдержать наступление Литвы, о котором есть сведения у польского хрониста М. Стрыйковского, чьи источники изучены недостаточно, а также потеря влияния в землях латышей, привели к бунту полочан, отражённого в запутанной «Повести про Святохну».
Одновременно полочане участвовали в смоленских походах на Киев (1212) и Галич (1218), а 17 января 1222 года смоленский князь Мстислав Давыдович захватил Полоцк и посадил там своего племянника Святослава Мстиславича, сына тогдашнего киевского князя. Но около 1232 года в Полоцке снова сел представитель Витебской линии — Брячислав. Он был последним представителем династии Рюриковичей в Полоцком княжестве. В русских летописях Брячислав упоминается в 1239 году, когда на его дочери Василисе (в крещении Александре) женился будущий великий князь Владимирский Александр Невский, на другой дочке Брячислава был женат литовский князь Товтивил, племянник Миндовга, унаследовавший Полоцкое княжение после смерти Брячислава.

### Под властью литовских князей
Около 1248 года, после смерти полоцкого князя Брячислава, князем в Полоцке был утвержден Товтивил, но вскоре Миндовг лишил племянника княжеской власти, захватив его владения. После примирения с Миндовгом в 1253 году Товтивил вернулся в Полоцк. Он принял участие вместе с новгородцами и псковичами в походе на Юрьев. 
Во время усобицы в Литве, разразившейся после убийства Миндовга в 1263 году Товтивил был убит князем Тройнатом,  в Полоцке оказался нальшанский князь Гердень. Однако, в 1267 году Гердень был убит.
Неизвестно, кто правил в княжестве после гибели Герденя. Возможно, это был витебский князь Изяслав, упоминаемый в одной из грамот под 1265 году как князь полоцкий. В 1270—1280-х годах полоцким князем был Константин.

## Включение Полоцка в Великое княжество Литовское

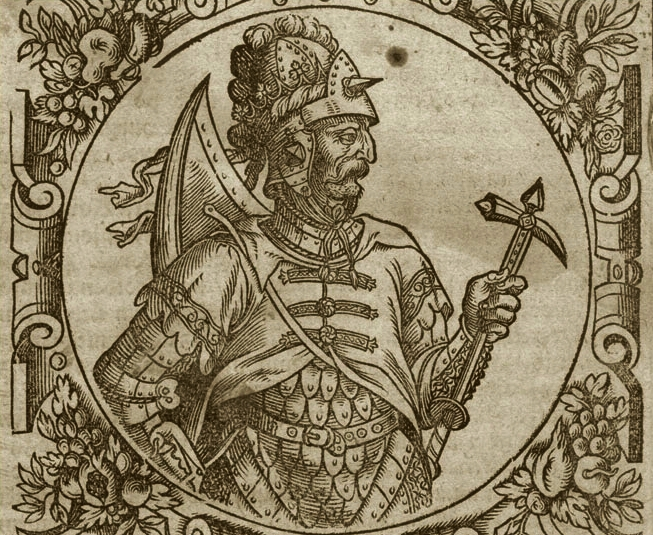
Портрет князя Витеня из "Описания европейской Сарматии"

В 1307 году войско великого князя Витеня, по просьбе полочан, вытеснило из города ливонских рыцарей. Однако, по булле папы Климента V от 19 июля 1310 года, не имея наследников, Константин оставил княжество рижскому архиепископу. Спустя некоторое время, чтобы не ухудшать отношений с епископом, великий князь литовский выкупил у него право на Полоцк. С этого времени в Полоцке сидел брат Витеня Воин, а затем сын Воина — Любарт, погибший в одной из стычек с рыцарями.
После гибели Любарта Полоцк получил Наримунт Гедиминович, старший сын великого князя литовского Гедимина. После 1342 года в Полоцке княжит старший сын Ольгерда — Андрей. Андрей Полоцкий участвовал в нескольких походах против Ордена, но после смерти отца в августе 1377 года был вынужден бежать в Псков. Новый великий князь Литовский Ягайло отдал Полоцк своему родному брату, Скиргайло, принявшему в православии имя Иван. В 1386 году Скиргайло был назначен наместником Ягайло (ставшего королём Польши под именем Владислав II) в Литве, а в Полоцке опять сел Андрей Ольгердович. Позже Андрей выступил против Кревской унии в союзе с Орденом и Смоленским княжеством, но был разбит Скиргайло и попал в плен.

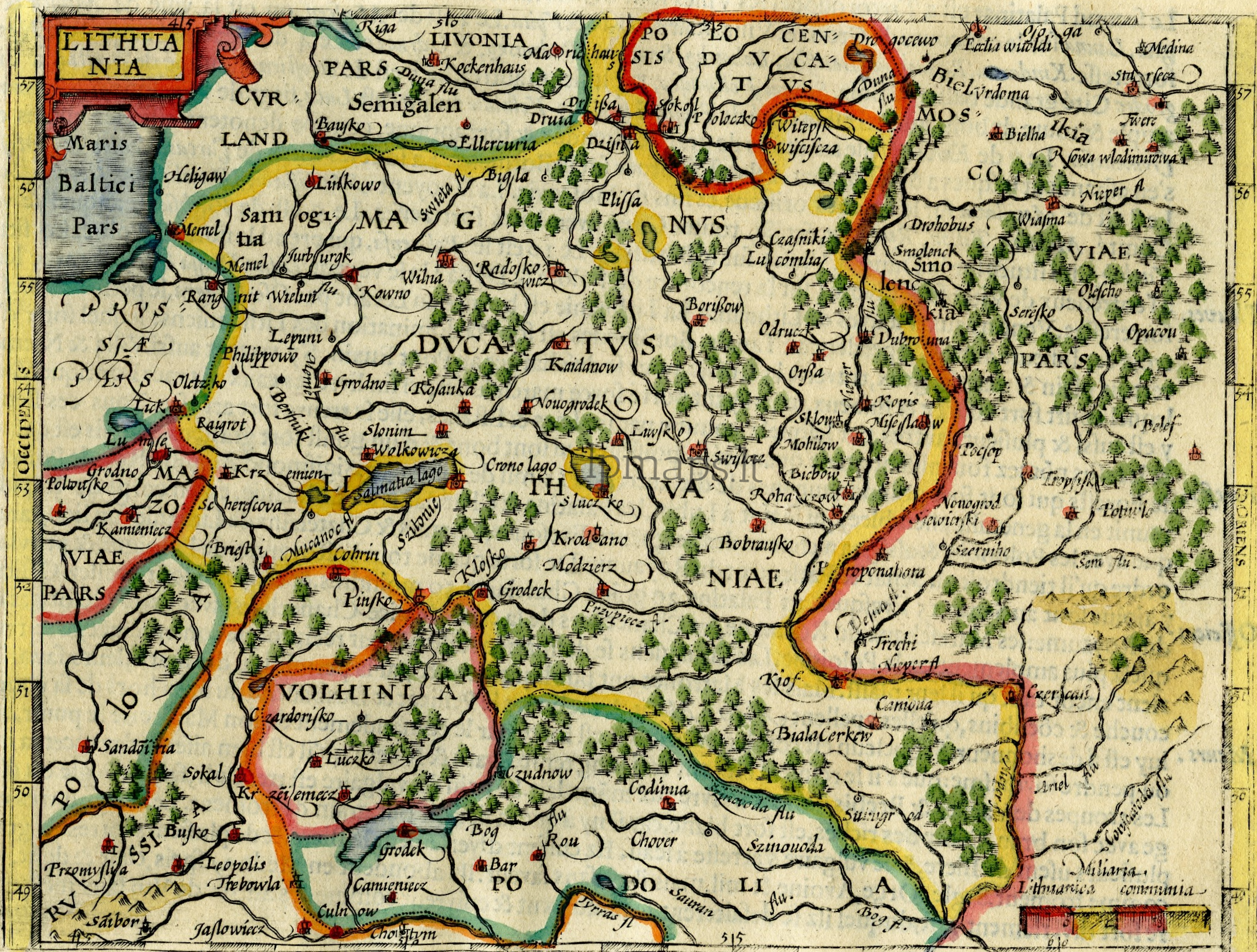
Полоцкое княжество в составе Великого княжества литовского, Карта Литвы Йодокуса Хондиуса и Герарда Меркатора, изданная в Амстердаме в 1609 году

Скиргайло Ольгердович — последний формально самостоятельный полоцкий князь. С 1392 года Полоцкое княжество стало административной единицей в составе Великого княжества Литовского, управлявшейся наместниками. В 1504 году княжество преобразовано в Полоцкое воеводство.

## Уделы Полоцкой земли
- Борисовское княжество
- Витебское княжество
- Герсикское княжество
- Городненское княжество
- Городцовское княжество
- Изяславское княжество
- Друцкое княжество
- Друцко-Подберезское княжество
- Кукейносское княжество
- Лагожское (Логойское) княжество
- Лукомское княжество
- Минское княжество
- Стрежевское княжество

## Военные походы в киевско-полоцкой борьбе
- 872 год[35] — поход Аскольда на полочан.
- 977 год — поход Владимира Святославича на Полоцк.
- 1021 год — нападение Брячислава на Новгород, поражение Брячислава на Судоме.
- 1065 год — нападение Всеслава на Псков.
- 1066 год — нападение Всеслава на Новгород, захват и разорение Новгорода.
- 1067 год — сражение на Немиге.
- 1069 год — нападение Всеслава на Новгород.
- 1071 год — поражение Всеслава у Голотичска.
- 1077 год, весна — поход Всеслава на Новгород.
- 1077 год, лето — поход Всеволода на Полоцк.
- 1077/78, зима — поход Святополка Изяславича, Владимира Мономаха и половцев на Полоцк.
- между 1078 и 1084 годами — поход Всеслава на Смоленск, походы Владимира Мономаха до Лукомля и Логойска и на Друцк.
- между 1084 и 1086 годами — поход Владимира Мономаха с половцами на Минск.
- 1104 год — походы Владимира Мономаха на Глеба Всеславича минского.
- 1116 год — поход Глеба Всеславича минского на Слуцк.
- 1117 год — поход Владимира Мономаха на Глеба Всеславича минского.
- 1127 год — полоцкий поход Мстислава Великого.